# Freiburská univerzita (Německo)
Univerzita ve Freiburgu, plným názvem Univerzita Alberta-Ludvíka Freiburg (německy Albert-Ludwigs-Universität Freiburg, krátce Universität zu Freiburg nebo hovorově Uni Freiburg) byla založena ve Freiburgu im Breisgau 21. září 1457 rakouským arcivévodou Albrechtem VI. a je jednou z nejstarších německých univerzit.
Dnes se prezentuje jako tzv. „komplexní univerzita“ (Volluniversität), tzn. vysoká škola, na níž lze studovat všechny významné vysokoškolské obory. Bývá řazena mezi špičkové německé univerzity. Pro odlišení od univerzity, která se nachází ve švýcarském Freiburgu (Fribourgu), se někdy označuje také jako Universität Freiburg im Breisgau.